# Cappella Palatina
Cappella Palatina ali Palatinska kapela je kraljeva kapela Normanske palače v Palermu na Siciliji. Ta stavba je mešanica bizantinskega, normanskega in Fatimidskega arhitekturnega sloga, ki prikazuje trikulturno stanje Sicilije v 12. stoletju, potem ko sta oče in stric Rogerja II. osvojila otok.
Imenuje se tudi palačna cerkev ali palačna kapela, Rogerij II. Siciliski pa jo je leta 1132 naročil in jo zgradil na starejši kapeli (danes kripta), zgrajeni okoli leta 1080. Gradnja je trajala osem let, prejela pa je tudi kraljevo listino. Leta. Mozaiki so bili le delno dokončani do leta 1143. Svetišče, posvečeno svetemu Petru, spominja na kupolasto baziliko. Ima tri apside, kot je to običajno v bizantinski arhitekturi, s šestimi koničastimi oboki (po tri na vsaki strani glavne ladje), naslonjenimi na reciklirane klasične stebre. Muqarnas strop ladje in pravokotna oblika kapele kažeta na vpliv Fatimidov na gradnjo stavbe.

## Mozaik
Mozaiki Palatinske kapele so neprimerljive elegance, kar zadeva podolgovata razmerja in pretočne draperije figur. Opaženi so tudi po prefinjenih modulacijah barve in svetilnosti. Najstarejši so verjetno tisti, ki pokrivajo strop, tambur in kupolo. Svetleči mozaiki transepta, ki domnevno izvirajo iz 1140-ih let in jih pripisujejo bizantinskim umetnikom, z ilustriranim prizorom ob severni steni sv. Janeza v puščavi in pokrajino Agnus Dei. Pod tem je pet svetnikov, grški cerkveni očetje, sveti Gregor iz Nise, sveti Gregor Teolog, sveti Bazilij, sveti Janez Zlatousti in sveti Nikolaj iz Mire. Trije osrednji liki, sveti Gregor, sveti Basil, sveti Janez Zlatousti, aludirajo na pravoslavni kult, imenovan Trije sveti hierarhi, ki je nastal petdeset let prej. Vsaka kompozicija je postavljena v okrasni okvir, ki ni drugačen od tistega, ki se uporablja v mozaičnih ikonah.
Preostali mozaiki, datirani v 1160-ta ali 1170-ta leta, so izvedeni bolj grobo in imajo latinske (namesto grške) napise. Verjetno delo lokalnih obrtnikov, ti deli so bolj pripovedni in ilustrativni kot transcendentalni. Nekaj mozaikov je posvetnega značaja in predstavlja orientalsko floro in favno. To je morda edini pomemben odlomek sekularnega bizantinskega mozaika, ki je ostal do danes.

## Stropmuqarnas
Na strukturo vpliva umetniški slog Fatimidov, pri čemer je strop ladje prevzel uporabo muqarnas. Ladja je podobna islamskim sprejemnim dvoranam s prisotnostjo obokanega stropa muqarnas in obokov vzdolž stebrišča. Obstaja tudi navedba kufske pisave, vendar o tem strokovnjaki zelo razpravljajo, ker so bili napisi kasneje odstranjeni. Verjetno je, da so bili ti kufski napisi namenjeni zgradbi zaradi prisotnosti napisov v drugih zgradbah, ki jih je zgradil kralj Rogerij II. Na Cappella Palatina vpliva tudi islamski slog pravokotnih vzorcev, ki je bil takrat nenavaden za evropsko umetnost.
Na stotine vidikov stropa muqarnas je bilo poslikanih, predvsem s številnimi povsem okrasnimi rastlinskimi in zoomorfnimi oblikami, pa tudi s prizori vsakdanjega življenja in številnimi temami, ki še niso razložene. Te slike so za slogovni vpliv egiptovske umetnosti Fatimidov inovativne v bolj prostorsko ozaveščeni predstavitvi oseb in živali.
Večina muqarnas je narejenih iz štukature ali kamna, vendar so v Cappella Palatina oblikovane in izrezljane v lesu. Obstajajo plošče v obliki loka kot glavna konstrukcija in skrite plošče, ki pomagajo rezom lesa za majhne oboke v muqarnas. muqarnas imajo 5 vodoravnih slojev, ki omogočajo gladek prehod od stropa do sten ladje. Strop je podprt z vodoravnimi letvami konkavnega venca, ki se dotikajo zgornjega dela oken. Na stropu ladje je 8 točkovnih zvezd, ki so ustvarjene s prekrivanjem dveh kvadratov pod kotom 45 stopinj. Strop muqarnas je bil zgrajen najverjetneje po mozaikih ladje, ki jih je naročil Viljem I.

## Kapela
Kapela harmonično združuje različne sloge: normansko arhitekturo in dekor vrat, arabske oboke in stropne zasnove ter pisave, ki krasijo strop, bizantinsko kupolo in mozaike. Na primer, na stropu so razporejene kopice štirih osemkrakih zvezd, značilnih za muslimansko obliko, tako da tvorijo krščanski križ.
Cappella Palatina je zgrajena vzdolž osi vzhod-zahod. Na zahodni strani je prestolna ploščad, na vzhodni strani pa je svetišče z ladjo, ki povezuje obe strani, s kupolami na vsaki strani. Ob severni steni svetišča je kraljevi balkon in severna kapela, kjer je kralj gledal in poslušal liturgijo na posebne praznične dni. Vzdolž ladje tečeta dve vrsti kolonad, z okni med vsako kolonado. Kapela je bila okrašena z zlatom, biseri, porfirjem, svilo in marmorjem.

## Ladja
Ladja, zgrajena pod Rogerjem II., ni vsebovala krščanskih podob. Te so pozneje dodali nasledniki Rogerja II., Viljem I. in Viljem II. Strop ladje sestavljajo arabski, grški in latinski napisi.
Okvir za kraljevski prestol je postavljen proti zahodni steni ladje. Šest stopnic vodi do mesta, kjer bi bil prestol, skupaj z dvema heraldičnima levoma v dveh krogih na spandrelih nad prestolnim okvirjem.
Ladja je imela različne oblike okrasja od severa in juga do vzhoda in zahoda. Zapletene čipke stropnega kalupa orisuje oboke ladje na severu in jugu. Te obrise spremljajo ovalni medaljoni in kartuše. Na vzhodu in zahodu je dekoracija podobna stropu muqarnas, vendar manjka nekaj kalupov za obrobe stropa. [18

## Svetišče
Kot izraz normanske kulture sta v svetišču zastopana sv. Dionizij in sv. Martin. Mozaiki so po sestavi in temah bizantinske kulture. Vrh kupole sestavlja Kristus Pantokrator z vrstami angelov, prerokov, evangelistov in svetnikov. Bizantinski motiv se nenadoma konča s prizori iz Kristusovega življenja vzdolž južne stene transepta, medtem ko severno steno sestavljajo bojevniški svetniki.
As an expression of Norman culture, St. Dionysius and St. Martin are represented in the sanctuary.[19] Mosaics are of Byzantine culture in their composition and subjects.[20] The apex of the dome consists of the Pantokrator, with rows of angels, prophets, evangelists and saints.[20] The Byzantine motif ends abruptly with scenes from Christ's life along the south wall of the southern transept arm, while the north wall consists of warrior saints.

## Analiza
Slobodan Ćurčić meni, da je Palatinska kapela odsev srednje bizantinske umetnosti. Ilustrira arhitekturnega in umetniškega genija, ki sorazmerno postavlja kulturo 'talilnega lonca' Sicilije.
Po mnenju evropskih zgodovinarjev se je Rogerij II. odločil, da bosta prestolna soba in kapela enakovredni glavnemu delu Cappelle Palatine, da bi papeštvu in drugim evropskim vladarjem poslal sporočilo, da bo ostal na Siciliji.